# Malatya
Malatya (in ittita Melid; in greco Μαλάτεια?; in latino Melitene; in curdo Meletî‎; in armeno Մալադիա?) è il capoluogo della provincia omonima, nell'Anatolia Orientale, Turchia.
In Turchia, la città è conosciuta per le sue albicocche; circa l'80% della produzione di albicocche turche è basata a Malatya, fatto per il quale la città si è guadagnata l'epiteto di kayısı diyarı ("regno delle albicocche").

## Geografia fisica
Posta in una regione molto montagnosa, la città contava nel 2000 381 081 abitanti.

## Storia

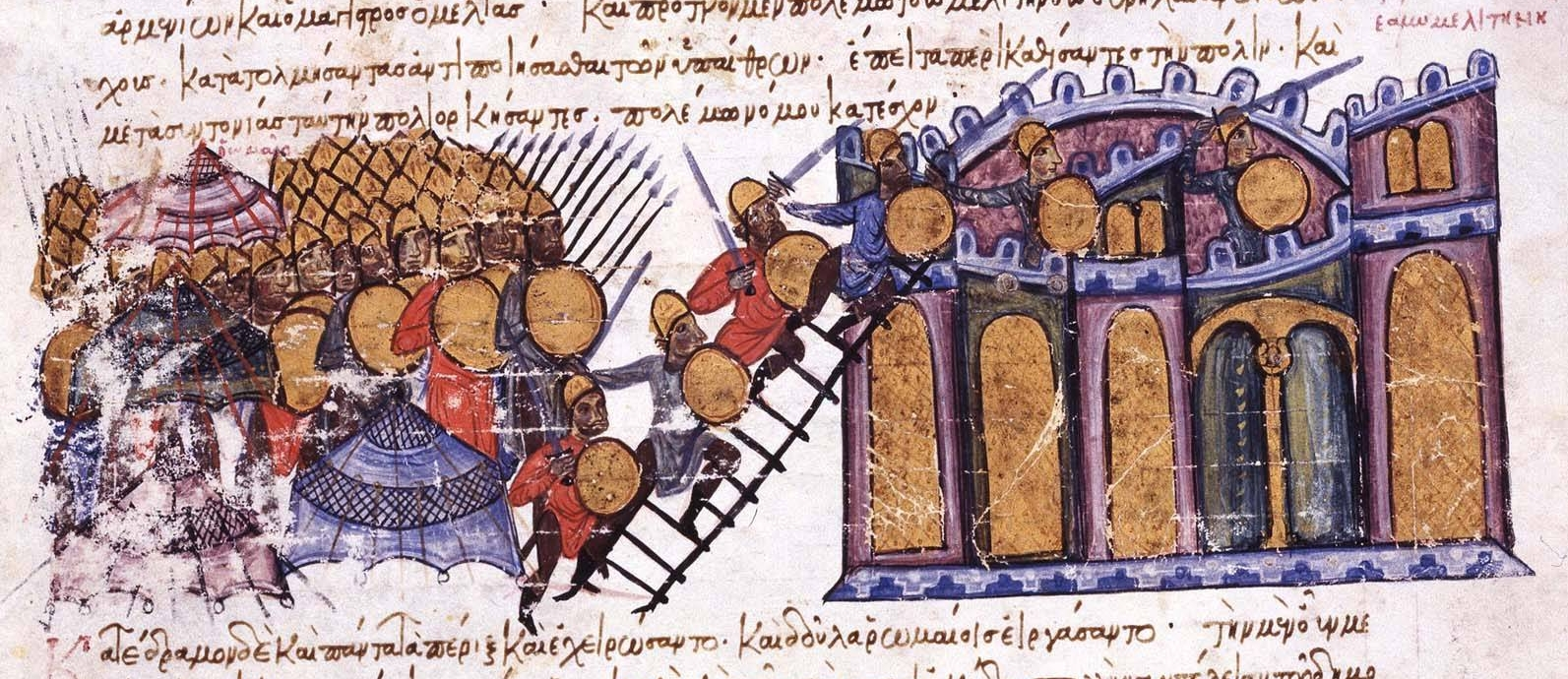
Conquista bizantina di Melitene nel 934.

L'antica Milid, poi Melitene per i Romani (fortezza legionaria), si trova a pochi chilometri dalla città moderna: Milid è oggi Arslantepe, mentre la Melitene romana, bizantina e medioevale è Battalgazi. Vi nacque sant'Eutimio (377-473), uno dei fondatori del monachesimo bizantino in Palestina.

## Società
La popolazione della città comprende una vasta minoranza alevita. In città risiede poi una cospicua comunità curda. La città, fino al XX secolo, fu residenza di una vasta comunità armena, sterminata nel corso dei massacri hamidiani e del genocidio armeno. 
La città è situata in una regione tendenzialmente religiosa e conservatrice, anche se, a differenza delle restanti città vicine, la vita cittadina è caratterizzata da una cultura relativamente più vivace e dinamica. Il partito più votato in città risulta essere il Partito della Giustizia e dello Sviluppo.

## Amministrazione

### Gemellaggi
- Saarbrücken
- Baton Rouge
- Bukhara